# Lidija Laforest
Lidija Laforest Čukvas (Herceg-Novi, 12. listopada 1926. – Zagreb, 18. prosinca 2016.), hrvatska dizajnerica, slikarica, grafičarka, fotografkinja, rođenjem iz Crne Gore, iz Herceg-Novog. Studentica iz prve generacije studenata Akademije primijenjenih umjetnosti u Zagrebu.

## Životopis
Iz obitelji Laforest. Potomak je stare ugledne plemićke obitelji Thiard de Bissy iz francuske Burgundije. Unuka austrijskog fotografa Franza Thiarda de Laforesta  (Beč, 1838. – Kotor, 1911.) koji je zbog posla živio u više gradova na jadranskoj obali. Konačno se nastanio u Kotoru koncem 19. stoljeća. Sin Feliks (Kotor, 1898. - Zagreb, 1961.) preselio je u Herceg-Novi u kojem se 1926. godine rodila mu kći Lidija. Otac je od novske obitelji Prnjat kupio nekretnine u Njegoševoj ulici. Nakon Drugoga svjetskog rata te su nekretnine obitelji Laforest oduzete. Otac je dočekao da mu za života vrate atelje na adresi Jova Dabovića 8. Preselila je u Zagreb 1945. godine gdje je završila Obrtnu školu, današnju Školu za primijenjenu umjetnost i dizajn, slikarsko-grafički odsjek. Pohađala Krizmanovu privatnu školu radi pripreme za upis na Akademiju primijenjenih umjetnosti u Zagrebu. Akademiju je upisala i na njoj diplomirala 1955. godine. Poslije je stekla i zvanje majstorice fotografije. Članica ULUPUH-a. Poslije očeve smrti vodila je u rodnom Herceg-Novome obiteljsku fotografsku radnju. Poslije očeve smrti vraćena im je i vila oduzeta nacionalizacijom. Lidija ju je potom prodala te je tu od 1978. godine gradska turistička organizacija.
Priredila je i dizajnirala zajedno sa Stevom Lepetićem prvi prospekt u koloru za hercegnovsku Turističku organizaciju. Radila je i za Turističku organizaciju Crne Gore. Likovni opus čine joj grafike, crteži, fotografije te primijenjena dizajnerska rješenja poput serije turističkih brošura i letaka za Boku kotorsku. Uglavnom nije samostalno izlagala.
Donirala je zbirku djedovih i očevih fotografija Pomorskom muzeju Crne Gore u Kotoru.
Radovi Lidije Laforest su u fundusu Muzeja za umjetnost i obrt u Zagrebu i Plavom dvorcu u Cetinju u Crnoj Gori.
Umrla je 2016. godine. Ispraćaj je bio u krematoriju na Mirogoju, a posmrtni ostaci naknadno su pokopani na gradskom groblju u Škaljarima.